# Centros de cuidados nazis para hijos de trabajadores extranjeros

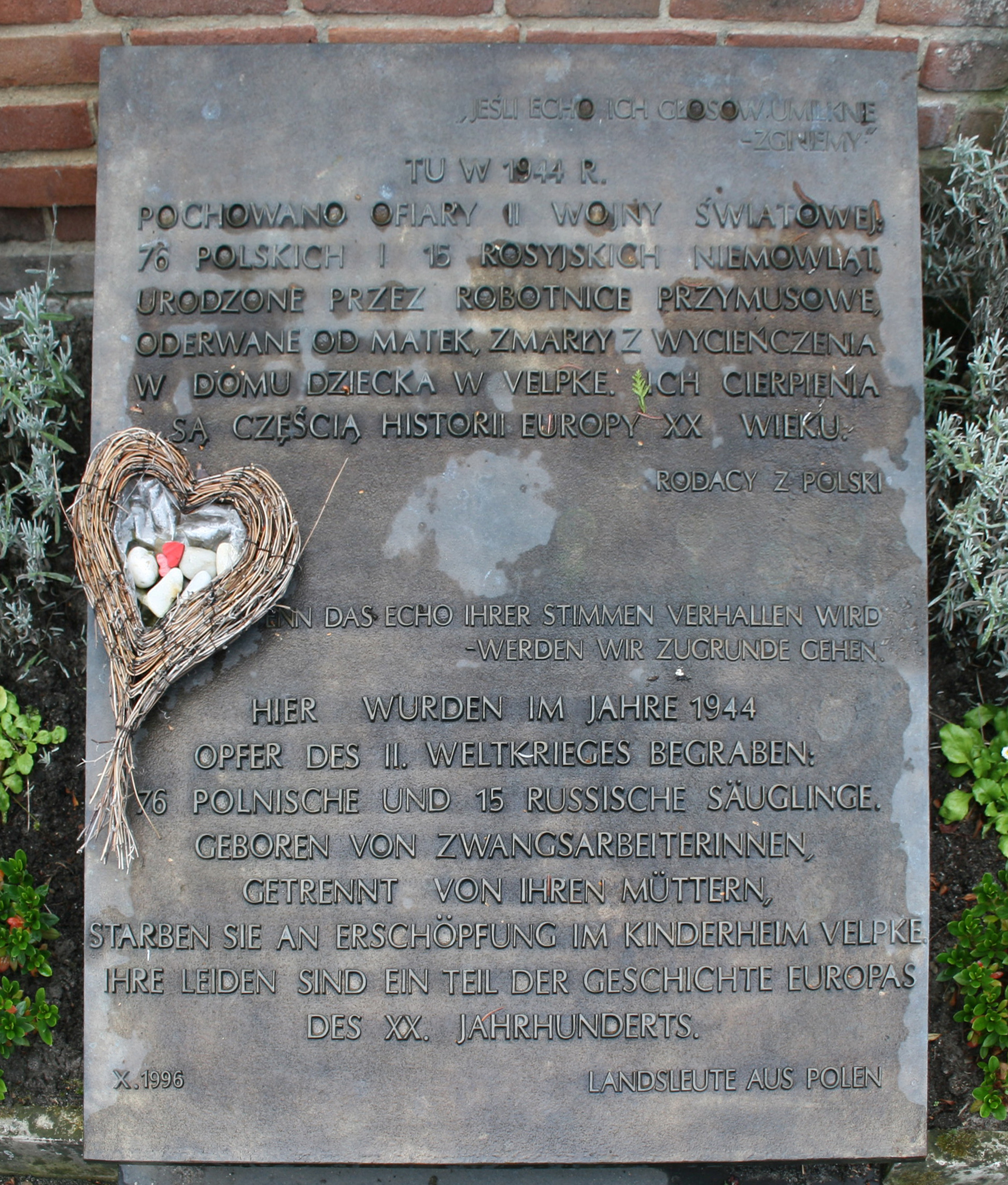
Placa conmemorativa en la entrada de la antigua casa del NSDAP en Velpke, donde 76 bebés polacos y 15 soviéticos fueron asesinados por hambre en 1944.

Durante la Segunda Guerra Mundial, los centros de cuidados nazis para hijos de trabajadores extranjeros, conocidos en alemán como Ausländerkinder-Pflegestätte (literalmente "guarderías infantiles extranjeras"), Ostarbeiterkinderpflegestätten ("guarderías infantiles orientales") o Säuglingsheim ("hogar de bebés") fueron instituciones alemanas utilizadas como centros para infantes abandonados, las instalaciones del Partido Nazi se establecieron en el corazón de la Alemania nazi para los llamados bebés 'problemáticos' según el decreto de Himmler, la descendencia nacida de mujeres y niñas extranjeras que sirvieran a la economía de guerra alemana, incluidas las mujeres polacas y de Europa del Este. Los bebés y los niños, la mayoría de ellos como resultado de una violación en el lugar de la esclavitud, fueron secuestrados en masa entre 1943 y 1945. En algunos lugares, hasta el 90% de los bebés murieron de forma tortuosa debido a negligencia calculada.

## Política nazi
Entre las trabajadoras desplazadas polacas y soviéticas (en alemán: Zivil- und Ostarbeiter), los embarazos no deseados eran comunes debido a los abusos sexuales desenfrenado de sus supervisores. Un destacado 80% de las violaciones resultaron en nacimientos no deseados que ocurrieron en las granjas donde trabajaban las niñas polacas. Las SS sospecharon que las víctimas "engañaban para salir del trabajo" concibiendo. En particular, los bebés nacidos dentro de los campos de concentración no fueron liberados en las comunidades. Por ejemplo, de los 3.000 bebés nacidos en Auschwitz, unos 2.500 recién nacidos fueron ahogados en un barril en la sala de maternidad por las supervisoras alemanas. Mientras tanto, en la primavera de 1942, la llegada de los trenes con jóvenes de Polonia, provocó la creación de verdaderos mercados medievales de esclavos en las ciudades y pueblos alemanes, como en Braunschweig, entre otros lugares, donde las jóvenes fueron golpeadas, muertas de hambre y donde tenían prohibido que hablaran entre ellas.

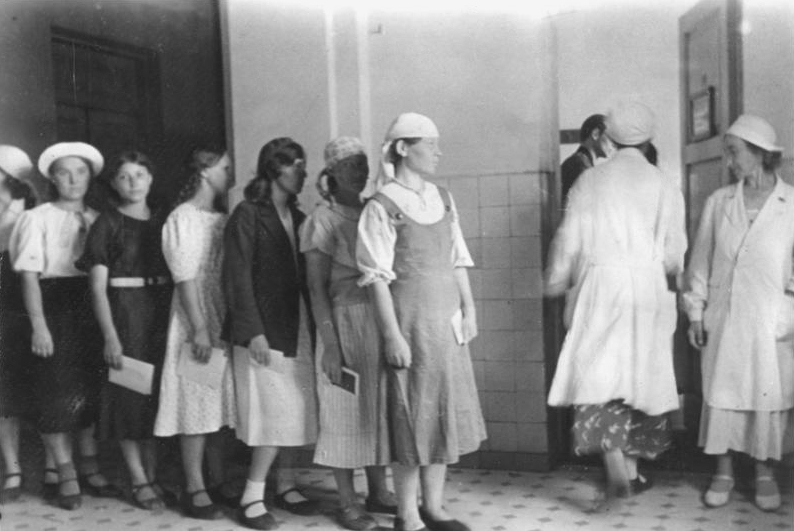
Chequeo médico antes de la partida a mercados de esclavos alemanes desconocidos; a las extranjeras ya embarazadas no se les permitía ingresar a Alemania.

El aborto en Alemania era ilegal en lo que respecta a las mujeres alemanas, por lo que la ley tuvo que ser modificada. El 11 de marzo de 1943, el Reichsführer-SS firmó un decreto que permitía abortos "solicitados" por las jóvenes Zivil- und Ostarbeiter. Las trabajadoras esclavas embarazadas, que fueron obligadas a abortar por los alemanes, tuvieron que firmar solicitudes impresas antes de la cirugía y fueron amenazadas con prisión y muerte por inanición. Los abortos se aplicaron después de determinar si el padre probable era de origen alemán o germánico. Los niños nacieron o fueron traídos a cualquiera de los 400 hogares de Ausländerkind-Pflegestätte estimados como "sin padres". Cuando eran considerados "racialmente valiosos", eran retirados para la germanización. En el caso de que se considerara que una trabajadora extranjera era de sangre germánica, como la noruega, su hijo se mantenía con vida, pero esto era raro.
La mortalidad de los niños nacidos Zivil- und Ostarbeiter fue muy alta en promedio, superando el 50%, independientemente de las circunstancias. Se estima que entre 1943 y 1945, en Alemania, unos 100.000 bebés de trabajadoras esclavas de Polonia y la Unión Soviética fueron objeto de aborto forzado o muertes por negligencia dolosa después del nacimiento. Según otras estimaciones, hasta 200.000 niños podrían haber muerto. Un general alemán y funcionario del gobierno del NSDAP, Erich Hilgenfeldt, mientras inspeccionaba algunos de esos lugares, se vio preocupado por lo que vio. Informó que los niños morían en un proceso innecesariamente lento y tortuoso que duraba meses, debido a las raciones inadecuadas de alimentos:

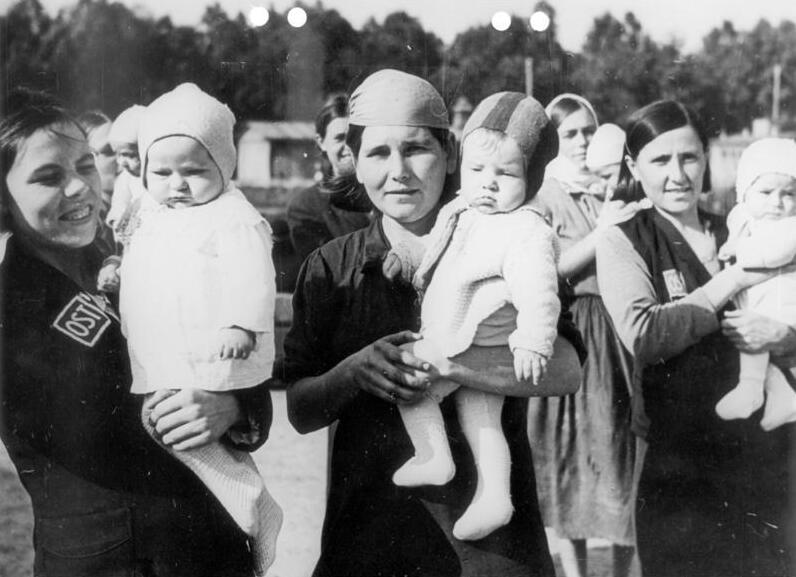
Trabajadoras extranjeras con sus hijos.

Considero que la manera en que se trata este asunto en la actualidad es imposible. Solo hay un camino u otro. O no deseamos mantener vivos a estos niños, por lo tanto, no debemos permitirles morir de hambre lentamente y [al mismo tiempo] estafar tantos litros de leche valiosa del suministro general de alimentos. O [presumiblemente] tenemos la intención de criar a estos niños para utilizarlos más adelante, como mano de obra. En este caso, deben ser alimentados de tal manera que puedan ser utilizados como trabajadores.

- Erich Hilgenfeldt
En el campo de abortos y partos de Waltrop-Holthausen, 1.273 bebés fueron abandonados a propósito en la llamada cabaña para bebés y luego simplemente fueron señalados como niños nacidos muertos. Los historiadores creen que fue el propio Himmler quien dio intencionalmente a estas "estaciones de reunión", un nombre pomposo de los hogares de ancianos para los niños no alemanes, mientras planeaba su asesinato masivo eufemísticamente denominado como "el tratamiento especial" (Sonderbehandlung). La razón inmediata para que la Gestapo local insistiera en establecer tantas de estas instituciones fue que las mujeres alemanas embarazadas se negaron absolutamente a ingresar a las instalaciones donde fueron llevadas las mujeres Ostarbeiter. Según el último decreto del Reichsführer-SS sobre este asunto, firmado el 27 de julio de 1943, las madres extranjeras que no pudieron volver a trabajar después de dar a luz debían ser exterminadas junto con sus bebés.
Salas de asesinatos de niños Zivil- und Ostarbeiter, incluidas sus madres que eran diagnosticadas intencionadamente de forma errónea (generalmente como "enfermos mentales"), se establecieron en el hospital estatal de Baviera en Kaufbeuren y su sucursal en Irsee. Estos centros de eutanasia continuaron funcionando durante 33 días después del final de la guerra hasta el descubrimiento por las tropas estadounidenses el 29 de mayo de 1945.